# ویکی‌پدیای آراگونی
ویکی‌پدیای آراگونی نسخه آراگونی وب‌گاه ویکی‌پدیا است.  زبان آراگونی تا ۱۹ اوت ۲۰۱۱ بابیش‌از ۲۶٬۰۰۰ مقاله در رده هفتادوسوم ویکی‌پدیاها قرار گرفته‌است.

## نگارخانه

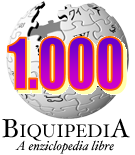
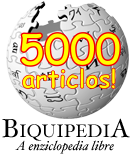
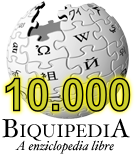
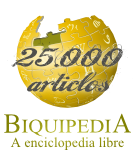